# Parque nacional Cabrits

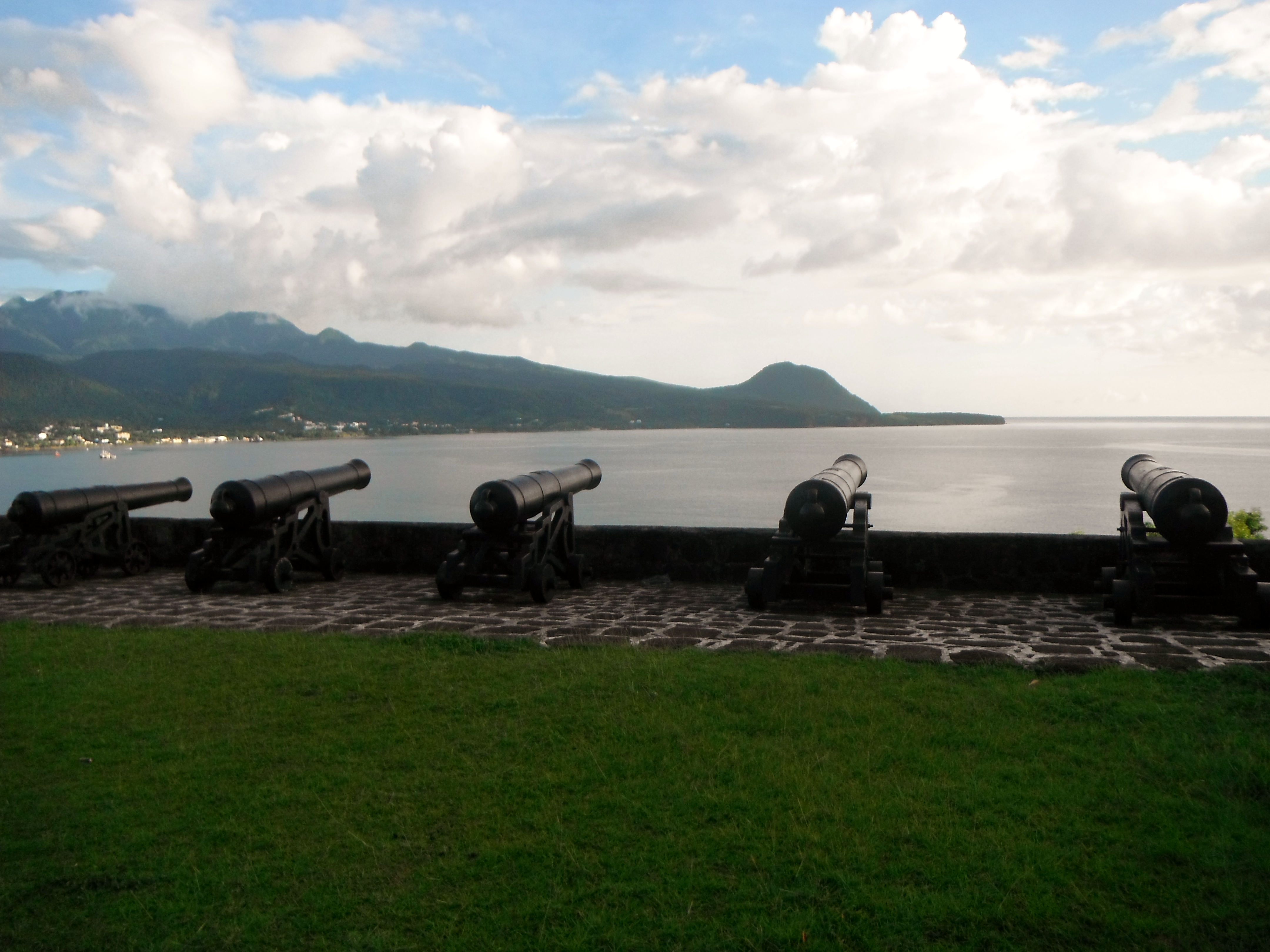
Cañones de la guarnición de Fort Shirley.

El parque nacional Cabrits (del inglés: Cabrits National Park) está ubicado en una península en el extremo norte de la isla caribeña de Dominica, al norte de Portsmouth. El parque protege algunos bosques tropicales, arrecifes de coral y humedales. Hay rutas de senderismo y una antigua guarnición británica llamada Fort Shirley. El Parque Nacional Cabrits ocupa 531 ha y se estableció en 1986.